# Sultanaat Aussa
Het sultanaat Aussa of sultanaat Awsa was een land in het oosten van Afrika in de regio Afar. Het sultanaat werd in 1734 gesticht door de Afar en bleef tot aan het eind van de 19e eeuw onafhankelijk. Wel werden er in de 19e eeuw internationale verdragen gesloten met Italië en Frankrijk, die beide koloniale bezittingen hadden in de regio. In 1896 werd Aussa verslagen door Ethiopië, waardoor Aussa formeel een onderdeel werd van Ethiopië. Ethiopië was echter niet in staat Aussa te bezetten, waardoor het land in de praktijk onafhankelijk bleef. In 1936, tijdens de Tweede Italiaans-Ethiopische Oorlog werd Aussa, met instemming van de sultan van Aussa, door Italiaanse troepen bezet en bij Italiaans-Oost-Afrika gevoegd. 